# Kabale
Kabale – miasto w południowo-zachodniej Ugandzie; w pobliżu granicy z Rwandą i Demokratyczną Republiką Konga; stolica dystryktu Kabale. Liczy 44,6 tys. mieszkańców. Ośrodek handlowo-usługowy regionu uprawy m.in. kawowca, kukurydzy; w okolicy wydobycie rud wolframu i cyny.